# Oromë
Oromë é um personagem fictício da obra O Silmarillion, de J. R. R. Tolkien. É um dos Ainur e um dos Aratar. Era um grande caçador, e também domava feras. Foi o primeiro a ver os elfos que despertavam às margens do Cuiviénen. Tinha uma trompa, chamada Valaróma e era casado com Vána. O nome do seu cavalo era Nahar. Também era chamado de Aldaron.
Possuía dois criados da divisão dos Maiar, e esses dois eram Istari na Terra Média, onde eram conhecidos como Magos Azuis, Alatar e Pallando.

## Nome e etimologia
Em Quenya ele foi nomeado Oromë, que significa "trompetista", de raiz Orom que significa "grande barulho" ou "tocar buzina". Seu equivalente Sindarin é Araw (ou Arum em dialeto Sindarin do Norte) no mesmo sentido; mas ele continua sendo empregado. Outros de seus nomes ainda são: o Quenya Aldaron equivalente ao noldorin Galaðon, ambos construídos na raiz galad "árvore".
O nome (Aran) Tauron, "o (rei) floresta" foi usada mais tarde em Sindarin, de preferência a Araw. O Sindarin Tauros, literalmente "Floresta do Susto" estava entre os Sindar, um apelido "comum" para Oromë. O nome Raustar é usado para designar Oromë só em The Book of Lost Tales (I e II). Ela está relacionado com a raiz rava "caça".

## História
“Oromë é um senhor poderoso. Embora seja menos forte do que Tulkas, é mais temível em sua ira [...] amava as terras da Terra-média e as deixou a contragosto, sendo o último a chegar a Valinor. Muitas vezes, no passado, atravessava as montanhas de volta para o leste e retornava com suas hostes para os montes e planícies. É caçador de monstros e feras cruéis e adora cavalos e cães de caça; ama todas as árvores [...] Nahar é o nome do seu cavalo [...] Valaróma é o nome da sua enorme trompa, cujo som se assemelha ao nascer do Sol escarlate, ou ao puro relâmpago que divide as nuvens.”
O Silmarillion, Capítulo 2, "Valaquenta"

## Genealogia
Embora os Ainur não tenham relações reais de filiação entre eles, Oromë é amplamente considerado como o irmão de Nessa, a Valië veloz e dançante. Yavanna Kementári (Palúrien) às vezes se passava por sua mãe antes mesmo de se tornou a esposa do Vala Aulë:
| “ | Oromë era filho de Yavanna, que tem o nome mais tarde, mas não como Filho de Deus nascido neste mundo, porque ele veio de sua mente antes de moldar o mundo | ” |

Mas obviamente não entende-se esta como uma relação fisiológica: Yavanna definitivamente não pode ser a mãe biológica de Oromë; porque os Ainur são puramente espirituais, seres imateriais, portanto, incapazes de dar à luz. Na verdade ambos compartilhavam o amor pela Terra Média, mesmo depois de ter sido abandonada por outros Ainur.
Oromë era companheiro de Vána, a Sempre jovem, a irmã de Yavanna.